# استان اوئانتا
استان اوئانتا (به اسپانیایی: Provincia de Huanta) یک استان در پرو است که در منطقه آیاکوچو واقع شده‌است. استان اوئانتا ۳٬۸۷۸٫۹۱ کیلومتر مربع مساحت و ۸۹٬۴۶۶ نفر جمعیت دارد و ۲٬۶۲۸ متر بالاتر از سطح دریا واقع شده‌است.